# Mihael Vošnjak
Mihael Vošnjak (18. září 1837 Šoštanj – 2. července 1920 Glion, Švýcarsko) byl rakouský železniční úředník, národohospodář a politik slovinské národnosti, v 2. polovině 19. století poslanec Říšské rady ze Štýrska.

## Biografie
Základní školu vychodil v rodné Šoštanj a Celji, pak v letech 1848–1850 navštěvoval reálnou školu v Celji a v letech 1850–1852 ve Štýrském Hradci. Následně v období let 1852–1856 studoval na technice ve Štýrském Hradci a vysokou školu dokončil na technické škole ve Vídni. Už jako student se zajímal o národohospodářské otázky. V letech 1857–1858 vykonával funkci inženýra na stavbě železniční tratě Logatec–Postojna, od roku 1858 byl zaměstnán na železniční stanici v tyrolském Wörglu, později v Aurisině u Terstu a v Zidani Mostu. Roku 1866 se stal přednostou stanice Pragersko. Od roku 1867 pracoval na ředitelství jižní dráhy ve Vídni a roku 1868 nastoupil do funkce přednosty stanice Mürzzuschlag, v letech 1868–1870 v Záhřebu. Roku 1870 přešel na inspektorát jižní dráhy do Štýrského Hradce, kde setrval až do predčasného odchodu do penze v roce 1879 (kvůli špatnému zdravotnímu stavu).
Roku 1880 se přestěhoval do Celje. Pod vlivem bratra Josipa Vošnjaka se začal politicky a veřejně angažovat. Podporoval družstevní hnutí. Patřil mezi liberálně orientované mladoslovince. V roce 1881 se stal prezidentem ovocnářské organizace v Celji, jejíž aktivity se rozšířily do celého jižního Štýrska. V roce 1881 se spolupodílel na vzniku úvěrové banky v Celji, která byla koncipována jako nástroj slovinského hospodářského rozvoje. Pomáhal zakládat i další finanční ústavy. Podporoval zřízení slovinských tříd na gymnáziu v Celji a výstavbu železniční trati z Celje na Dravograd.
Od roku 1884 do roku 1897 byl poslancem Štýrského zemského sněmu. Působil i jako poslanec Říšské rady (celostátního parlamentu Předlitavska), kam usedl ve volbách roku 1885 za kurii venkovských obcí ve Štýrsku, obvod Celje, Brežice atd. Mandát obhájil ve volbách roku 1891. Ve volebním období 1885–1891 se uvádí jako Michael Vošnjak, inženýr a majitel domu, bytem Celje.
Na Říšské radě se po volbách v roce 1885 uvádí jako člen konzervativního a federalistického Hohenwartova klubu. V této poslanecké frakci zasedal i po volbách roku 1891.
V roce 1910 se vzdal veřejných funkcí a přestěhoval se do Gorice, kde žil se synem Bogumilem Vošnjakem. Od roku 1915 žil ve Švýcarsku. Se synem Bogumilem se podíleli na finanční podpoře jihoslovanskému exilu.